# Bailleur social
Un bailleur social est un organisme qui loue un logement social à des ménages contre un loyer modéré, sous condition de ressources. Il peut aussi être chargé de la construction de ces logements.

## En France
En France, les bailleurs sociaux se répartissent en cinq catégories :
- les offices publics de l’habitat (OPH) ;
- les sociétés anonymes d’habitations à loyer modérés ou HLM (SA d’HLM) ;
- les sociétés coopératives d’HLM ;
- les sociétés  d’économie mixte (SEM) ;
- les organismes agréés pour leur activité de maîtrise d’ouvrage.

La notion de bailleur social est définie à l'article L. 411-10 du code de la construction et du logement et inclut en particulier celle d'organisme HLM.